# Skarb wyłczitryński
Skarb wyłczitryński (bułg. Вълчитрънско златно съкровище) – skarb tracki z epoki brązu, odkryty przypadkowo w 1924 roku we współczesnej Bułgarii.
Datowany na około 1300 rok p.n.e., zawiera 13 naczyń wykonanych ze złota z naturalną domieszką srebra (9,7%). Wśród obiektów znajdują się misy, czerpaki, pokrywy i unikalne naczynie trójdzielne o migdałowatych zbiornikach, których funkcja do dziś nie została jednoznacznie określona. Skarb wyłczitryński dostarcza cennych informacji na temat technik rzemieślniczych, życia duchowego oraz struktury społecznej tamtego okresu. Przedmioty odzwierciedlają przepych panujący na dworach starożytnych władców trackich, będąc także świadectwem bogactwa i kunsztu rzemieślniczego starożytnych Traków.
Współcześnie skarb jest przechowywany w Narodowym Muzeum Archeologicznym w Sofii.

## Odkrycie i znaczenie archeologiczne
Odkrycie skarbu nie było rezultatem regularnych badań archeologicznych, lecz dziełem przypadku. Został on odkryty 28 grudnia 1924 roku przez dwóch braci, Todora i Nikolę Cwietanowów, podczas użyźniania gleby w winnicy niedaleko wsi Wyłczitryn, położonej 22 km na południowy wschód od miejscowości Plewen. Skarb był zakopany na głębokości ok. 30 cm. Początkowo bracia nie rozpoznali przedmiotów jako złotych z powodu ich mosiężnego koloru, myląc je z brązowymi naczyniami. Przed identyfikacją przedmioty były wykorzystywane do celów gospodarczych. 
Po odkryciu faktycznego materiału, z którego zrobione są naczynia, bracia zabrali skarb do lokalnego złotnika w Pleweniu. Złotnik, zdając sobie sprawę z faktycznej wagi historycznej i materialnej znaleziska, poinformował o nim lokalne władze. Odciął jednak fragmenty trzech pokryw, które nigdy nie zostały odzyskane. 7 stycznia 1925 roku skarb został zabrany do Sofii przez kuratora Muzeum Archeologicznego, Iwana Wełkowa. 
Władze państwowe wypłaciły 1,5 miliona ówczesnych lewów znaleźnego, jednakże podział tej kwoty pomiędzy braci stał się później przedmiotem trzyletniego sporu sądowego. 
Skarb wyłczitryński jest uznawany za jedno z najcenniejszych znalezisk archeologicznych w Bułgarii; jest świadectwem przepychu panującego na dworach starożytnych władców trackich. Jego unikatowe wykonanie i wzornictwo dostarczają cennych informacji na temat technik rzemieślniczych, życia duchowego oraz podziału klasowego starożytnych Traków. W tym okresie różnica w jakości między ceramiką a metaloplastyką odzwierciedlała potęgę arystokracji, która dysponowała środkami i miała dostęp do rzemieślników, którzy mogli zaspokajać jej wysublimowane potrzeby.

## Kontekst: Trakowie na przełomie epok brązu i żelaza
W okresie późnej epoki brązu (1500–1200 p.n.e.) ziemie dzisiejszej Bułgarii otrzymały etnicznie tracki charakter. Nastąpiły wówczas zmiany w kulturze materialnej i osadnictwie związane z wtargnięciem na ten obszar plemion indoeuropejskich, które identyfikuje się z Trakami lub Prototrakami, przybyłymi na te tereny z północnego wschodu. Trakowie zajmowali się rolnictwem, hodowlą zwierząt, a także górnictwem i metalurgią. Walczyli także jako wojska najemne. Utrzymywali kontakty handlowe z innymi cywilizacjami, takimi jak kultura mykeńska czy cywilizacja minojska, co wpłynęło na rozwój ich społeczeństwa. Wierzenia religijne Traków były związane z kultem natury i sił przyrody. Pozostałości języka Traków są skąpe i odnoszą się głównie do imion i nazw geograficznych. Trackie osiedla, takie jak współczesne Płowdiw (trackie Eumolpias), datuje się na połowę pierwszego tysiąclecia p.n.e. Trakowie żyli w prostych, otwartych osadach.
Kilka wieków później Trakowie zostają wymienieni w Iliadzie Homera, datowanej na VIII lub VII wiek p.n.e., jako sojusznicy Troi. Charakter sztuki trackiej zaczyna się kształtować w tym samym, wczesnym okresie epoki żelaza i jest inspirowany sztuką helleńską, małoazjatycką i perską. Homer opisuje trackich wodzów jako bogato wyposażonych i uzbrojonych; Marazow i Foł podają, że skarb wyłczitryński może stanowić dowód tej homerowskiej tezy.
Ich ciągła fragmentacja polityczna uniemożliwiła im ekspansję terytorialną. Pierwszą formą zjednoczonego państwa trackiego było królestwo Odrysów, utworzone dużo później, bo w V w. p.n.e.

## Datowanie i pochodzenie

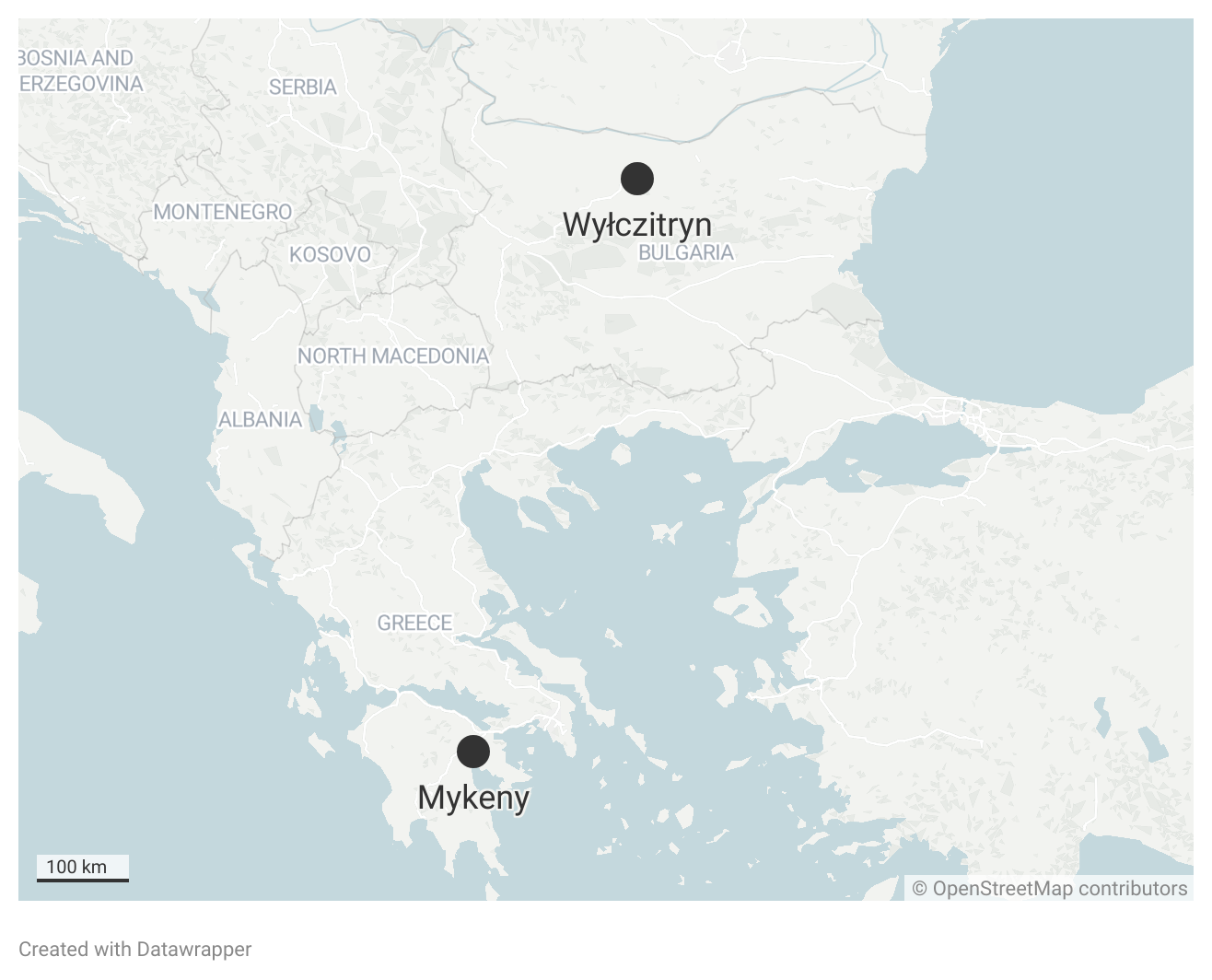
Relatywne położenie wsi Wyłczitryn i Myken

Skarb jest datowany na około 1300 rok p.n.e. Złote nity o stożkowych główkach, mocujące uchwyty dużego naczynia, oraz nity na czerpakach przypominają te występujące na mieczach kreteńsko-mykeńskich. Spiralne dekoracje są popularnym motywem dekoracyjnym w Tracji tamtego okresu; dodatkowo, srebrne inkrustacje techniką niello widoczne na pokrywach również wskazują na późną epokę brązu. 
W związku ze skąpym materiałem porównawczym i naukowym, pojawiają się alternatywne datowania skarbu, umieszczające czas jego powstania zarówno we wcześniejszym okresie środkowej epoki brązu, jak i w początkach epoki żelaza (VIII–VII w. p.n.e.). Naczynie trójdzielne nie ma analogii w Tracji i poza jej granicami, zaś naczynia analogiczne do czerpaków i pokryw z występem w środku zostały znalezione na terenie dzisiejszej Ukrainy, Rumunii i Bułgarii. 

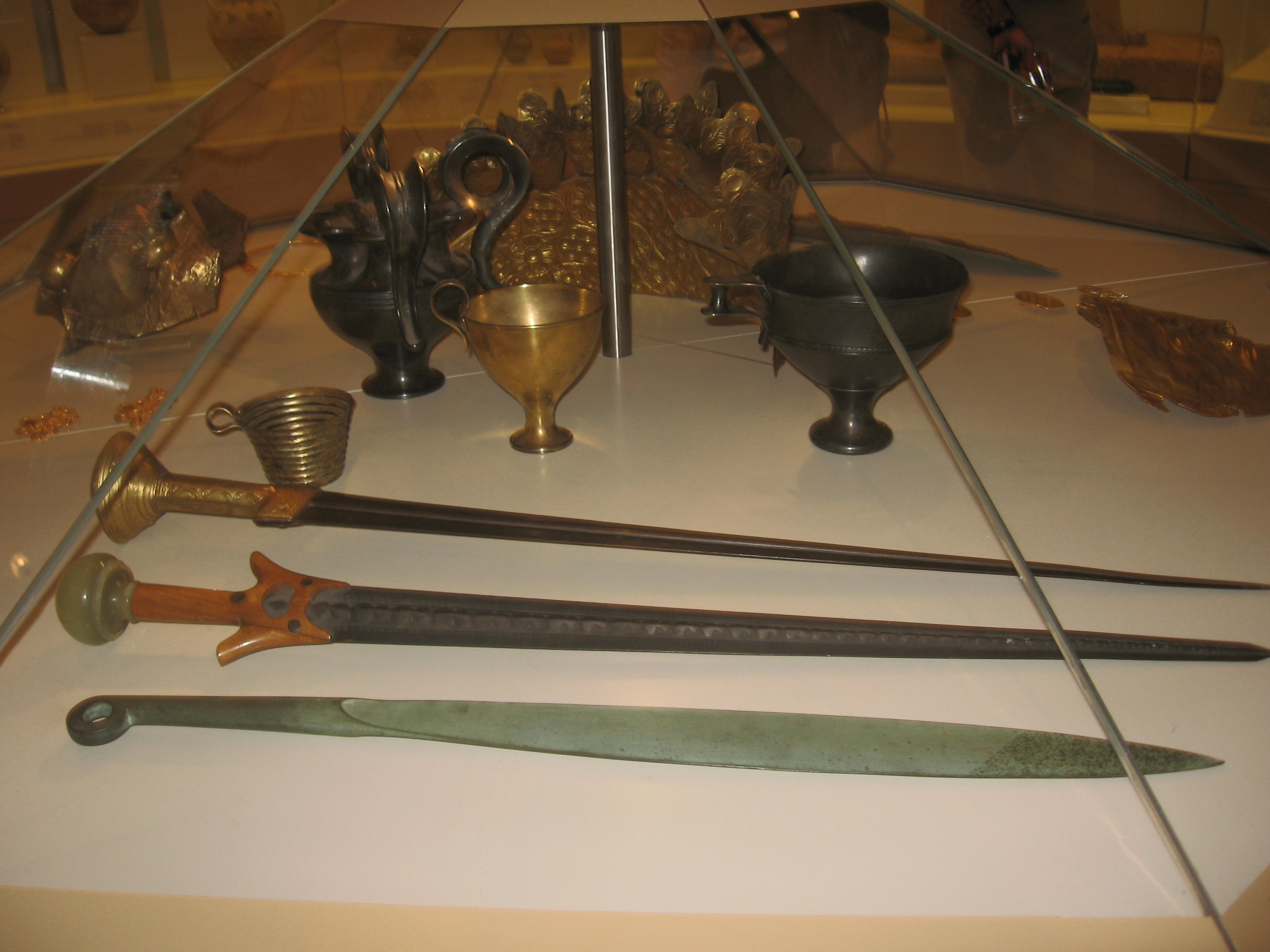
Repliki mykeńskich mieczy i kubków

Chociaż przedmioty znaleziono na terenie Tracji, Iwan Wenedikow zaznacza, że nieznane jest dokładne miejsce ich wykonania; Wenedikow wskazuje na kontakty kulturowe tracko-egejskie i podobieństwa z egejską sztuką złotniczą, takie jak wyroby znalezione w grobowcach w Mykenach. Nie odrzuca jednak też tezy o całkowicie lokalnym (trackim) pochodzeniu skarbu.

## Opis
Skarb składa się z 13 naczyń o różnych kształtach i rozmiarach, o łącznej wadze 12,5 kg.

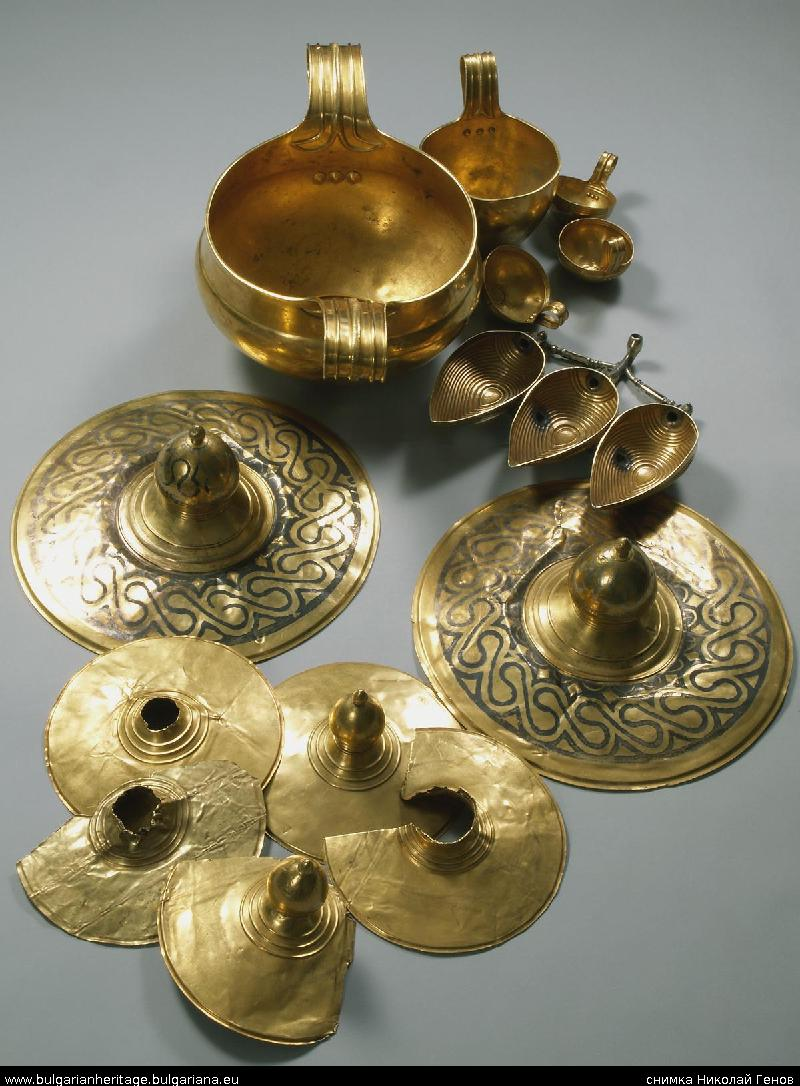
Elementy skarbu; na pierwszym planie widoczne pokrywy

Formy naczyń są proste, o geometrycznym charakterze. Spiralne dekoracje wykonano z wyczuciem smaku. Cechą charakterystyczną skarbu jest oszczędne stosowanie zdobień. Świadczy to o wyczuciu proporcji, którego brak w późniejszych wyrobach (zob. skarb panagiurski).
Mimo prostych form, trackim złotnikom nie brakowało umiejętności tworzenia skomplikowanych przedmiotów. Wykonawstwo techniczne jest na wysokim poziomie, czego przykładem jest naczynie trójdzielne – uchwyty z elektronu w formie trójzębu oraz małe srebrne rurki łączące elementy wymagały wysokiej precyzji i doświadczenia. Misa zaś została wykonana z jednego płata blachy, a ślady uderzeń młotka są na niej mniej widoczne niż na podobnych naczyniach z Myken. Warsztat, w którym wykonano skarb, musiał dysponować rzemieślnikami różnych profesji (kowale, odlewnicy) i mieć dostęp do złota, srebra i brązu. 
Istnieją sprzeczne hipotezy co do przeznaczenia naczyń. Conczewa uważa, że zastawa była wykorzystywana w czasie przyjęć i uczt, zaś Wenedikow porównuje skarb wyłczitryński do podobnego znaleziska z sanktuarium w pobliżu Goljamy Brestnicy i na tej podstawie konkluduje o kultowym charakterze zastosowania naczyń.
Znaleziony skarb jest tylko częścią pierwotnego zestawu, który musiał być znacznie większy. Złote pokrywy powinny należeć do siedmiu naczyń, z których wszystkie były większe od znalezionej misy. Być może w sytuacji nagłego zagrożenia udało się ukryć tylko mniejsze elementy, pozostawiając duże naczynia. 

### Naczynie trójdzielne

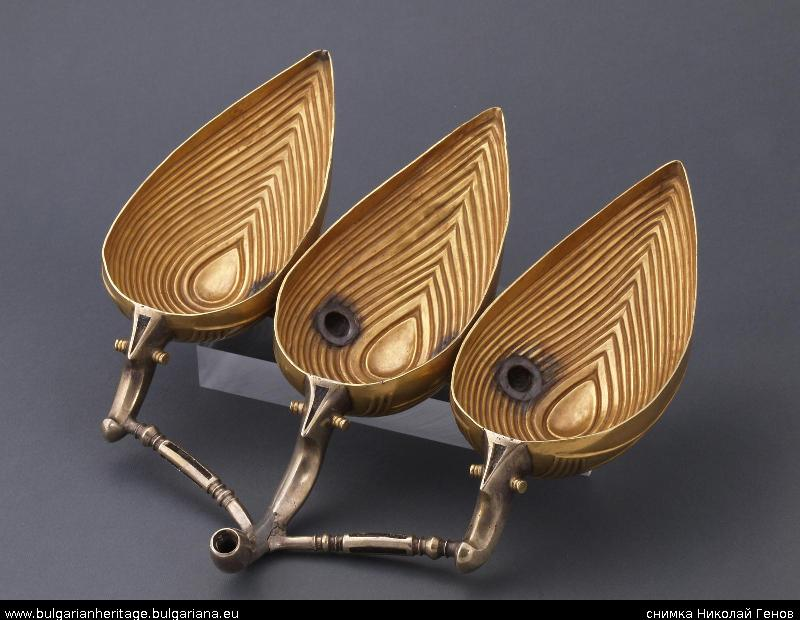
Naczynie trójdzielne

Szczególnym elementem zestawu jest naczynie trójdzielne, składające się z trzech elementów w kształcie migdałów o kanelowanej powierzchni, połączonych ze sobą rurkami, z uchwytem o trzech odgałęzieniach. Całość tworzy system naczyń połączonych – w związku z unikalnym kształtem i łączeniami, istnieje wiele hipotez co do oryginalnego przeznaczenia: 
- Mieszanie różnych gatunków wina[37]
- Mieszanie wina, miodu i mleka, co byłoby związane z kultem Dionizosa[24]
- Zastosowanie w kulcie bogini-matki[27]
- Zastosowanie w ceremoniach braterstwa[27]
- Podgrzewanie substancji narkotycznych[4]

### Misa i duży kyatos

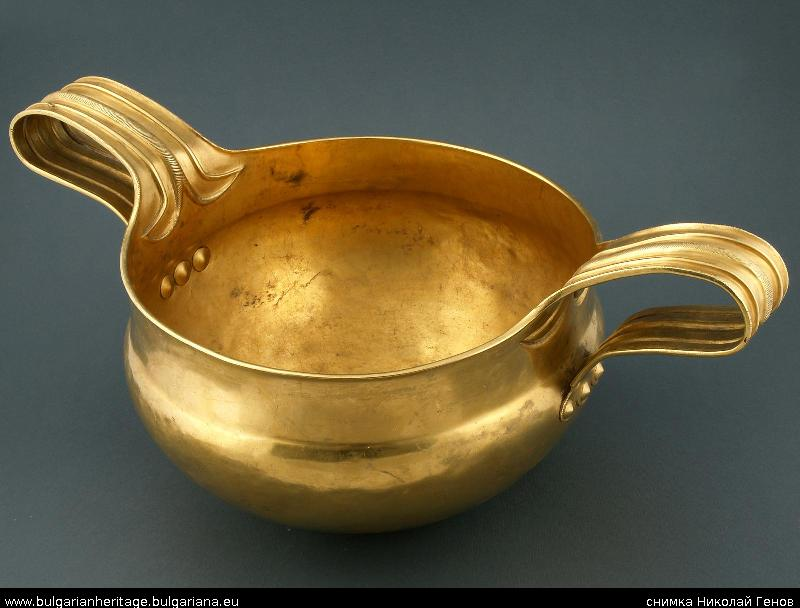
Misa (4,4 kg złota)

Misa jest wykonana z dwóch części połączonych srebrem. Uchwyty są zawinięte i w dolnej części przymocowane złotymi nitami; uchwyty dekorowane są pasami i kanelurami. Najprawdopodobniej służyła do rozcieńczania i mieszania wina. 
Duży kyatos jest podobny do misy pod względem dekoracji, a także formy nitowania.

### Pokrywy
Wenedikow uważa, że przedmioty z występem w środku były pokrywami, w związku z występem wzdłuż krawędzi, który mógł służyć do uszczelnienia jakiegoś naczynia (którego jednak nie znaleziono). Ponadto zaznacza, że sferyczny uchwyt mógł służyć do wygodnego trzymania oraz podnoszenia. Wenedikow odrzuca tezę o funkcji ozdobnej (klamra do żeńskiego pasa) w związku z ich rozmiarem (ponad 20 cm średnicy).
Duże pokrywy dekorowane są ozdobami geometrycznymi (spirale i półkola), wykonanymi ze srebrnej taśmy (technika niello); uchwyty są wzmocnione brązowymi podkładkami.

### Charakterystyka przedmiotów
Poniższa tabela prezentuje wszystkie elementy skarbu zgodnie z informacjami podanymi w katalogu wystawy sztuki trackiej w Getty Museum w Los Angeles na przełomie 2024 i 2025 roku:
| Lp. | Przedmiot                         | Nr. Inw. | Średnica w cm (jeśli podano)                    | Wysokość w cm (jeśli podano)       | Waga w gramach |
| --- | --------------------------------- | -------- | ----------------------------------------------- | ---------------------------------- | -------------- |
| 1   | Naczynie trójdzielne              | 3203     | 28 x 27,9 szer. x dług.                         | 6,2                                | 1190           |
| 2   | Naczynie z dwoma uchwytami (misa) | 3192     | 50 z uchwytami                                  | 21,5 z uchwytami 16.5 bez uchwytów | 4395           |
| 3   | Duża pokrywa                      | 3196     | 12,6                                            | 36,8                               | 1850           |
| 4   | Duża pokrywa                      | 3197     | 12,6                                            | 37                                 | 1755           |
| 5   | Pokrywa                           | 3198     | 11,5                                            | 21,6                               | 588            |
| 6   | Pokrywa                           | 3199     | 19,7 x 15,5 nieregularny kształt: część odcięta | 10,5                               | 462            |
| 7   | Pokrywa                           | 3200     | 21,6                                            | 3,1 uchwyt odcięty                 | 369            |
| 8   | Pokrywa                           | 3201     | 21,2 część odcięta                              | 4                                  | 300            |
| 9   | Pokrywa                           | 3202     | 22 x 14,7 nieregularny kształt: część odcięta   | 4                                  | 207            |
| 10  | Duży kyatos (czerpak)             | 3193     | 20 z uchwytem                                   | 17.8 z uchwytem12 bez uchwytu      | 919            |
| 11  | Kyatos                            | 3194     | 11,5 z uchwytem                                 | 8,2 z uchwytem 4,5 bez uchwytu     | 130            |
| 12  | Kyatos                            | 3195     | 11 z uchwytem                                   | 8,2 z uchwytem 4,5 bez uchwytu     | 132            |
| 13  | Kyatos                            | 3204     | 10 z uchwytem                                   | 8,5 z uchwytem 4,7 bez uchwytu     | 123            |

## Wystawy

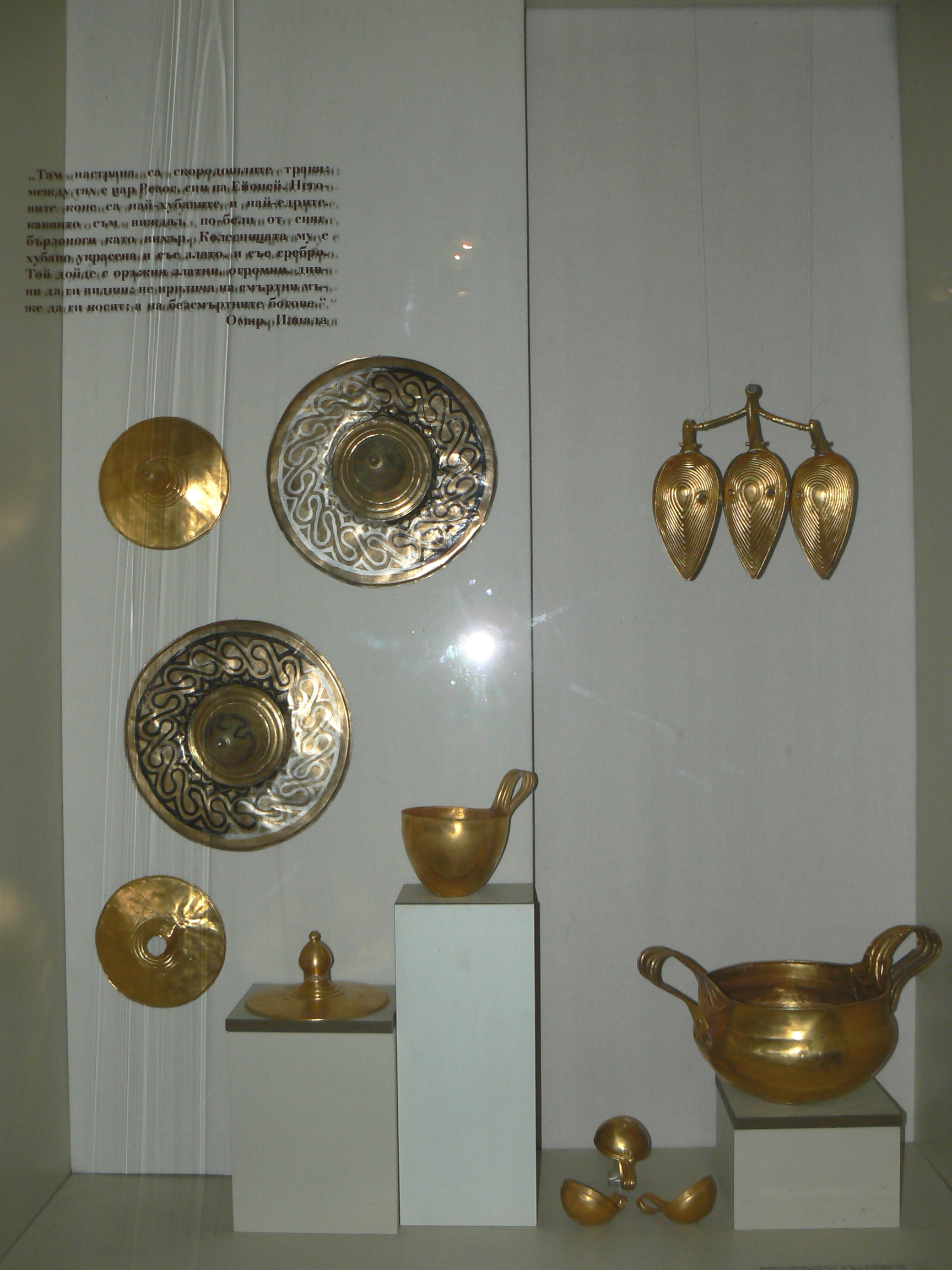
Skarb prezentowany na wystawie w Plewenie

Oryginał skarbu stanowi kluczowy eksponat w Narodowym Muzeum Archeologicznym w Sofii. Replika jest na stałe wystawiana w Regionalnym Muzeum Historycznym w Plewenie. 
W Polsce skarb był prezentowany w dniach 8 września – 24 października 1976 roku w Muzeum Archeologicznym w Warszawie. Wystawa pod tytułem Skarby Traków: kultura i sztuka Traków na ziemiach bułgarskich odbyła się w siedzibie muzeum, w budynku Arsenału. Oprócz skarbu wyłczitryńskiego, na wystawie eksponowano m.in. skarby panagiurski i łukowicki. W tym samym, 1976 roku, skarb był prezentowany w British Museum w Londynie.
Podczas Expo ’92 w Sewilli skarb był prezentowany we wspólnym pawilonie polsko-bułgarskim. 
W latach 1994–1995 skarb był pokazywany na wystawach w Japonii, a w latach 1998–1999 w ośmiu regionalnych muzeach w USA (m.in. Museum of Fine Arts w Bostonie). Skarb był też częścią wystawy sztuki trackiej w Getty Museum w Los Angeles prezentowanej na przełomie 2024 i 2025 roku.